# 甘縄神明神社

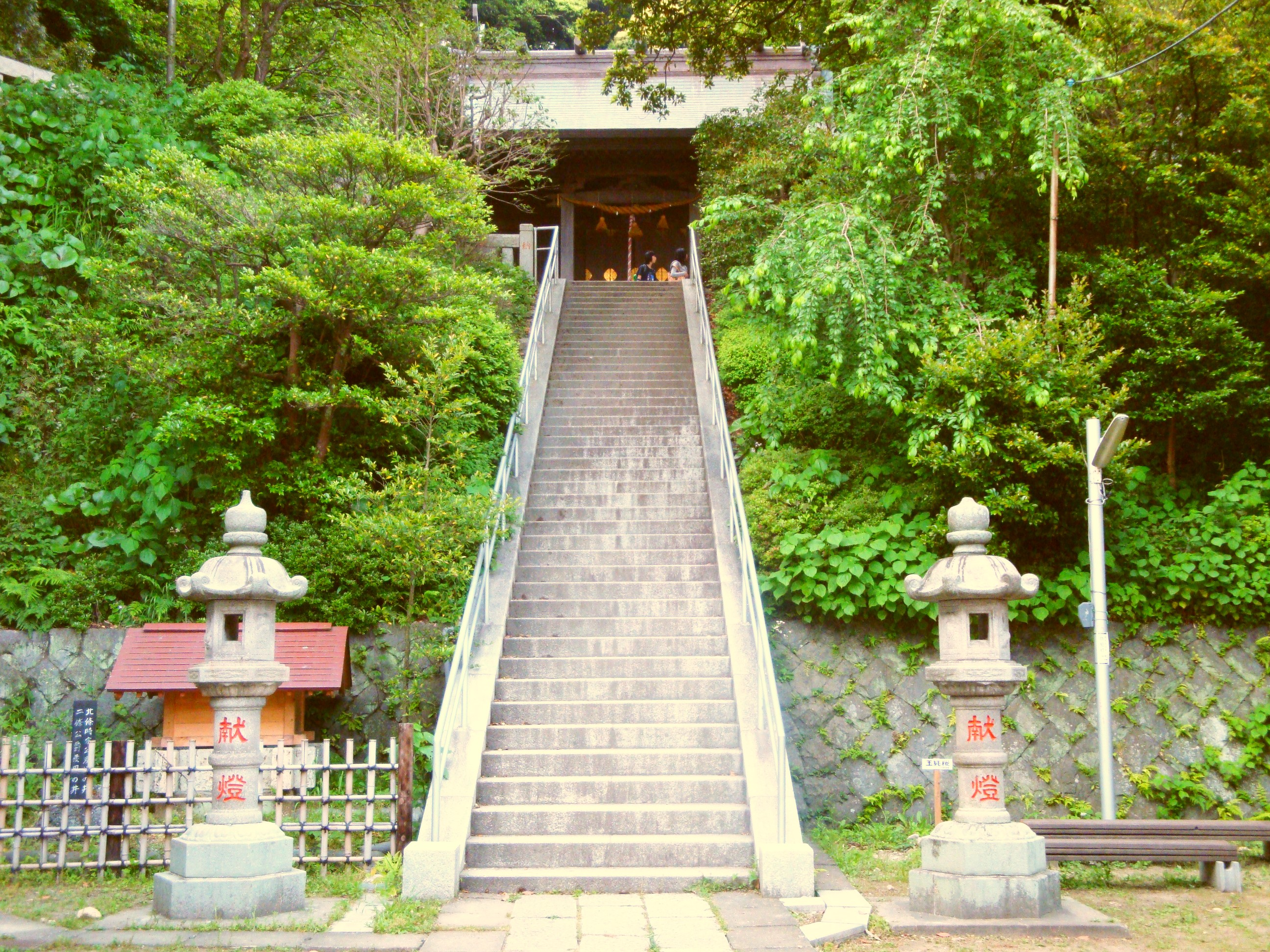
参道階段

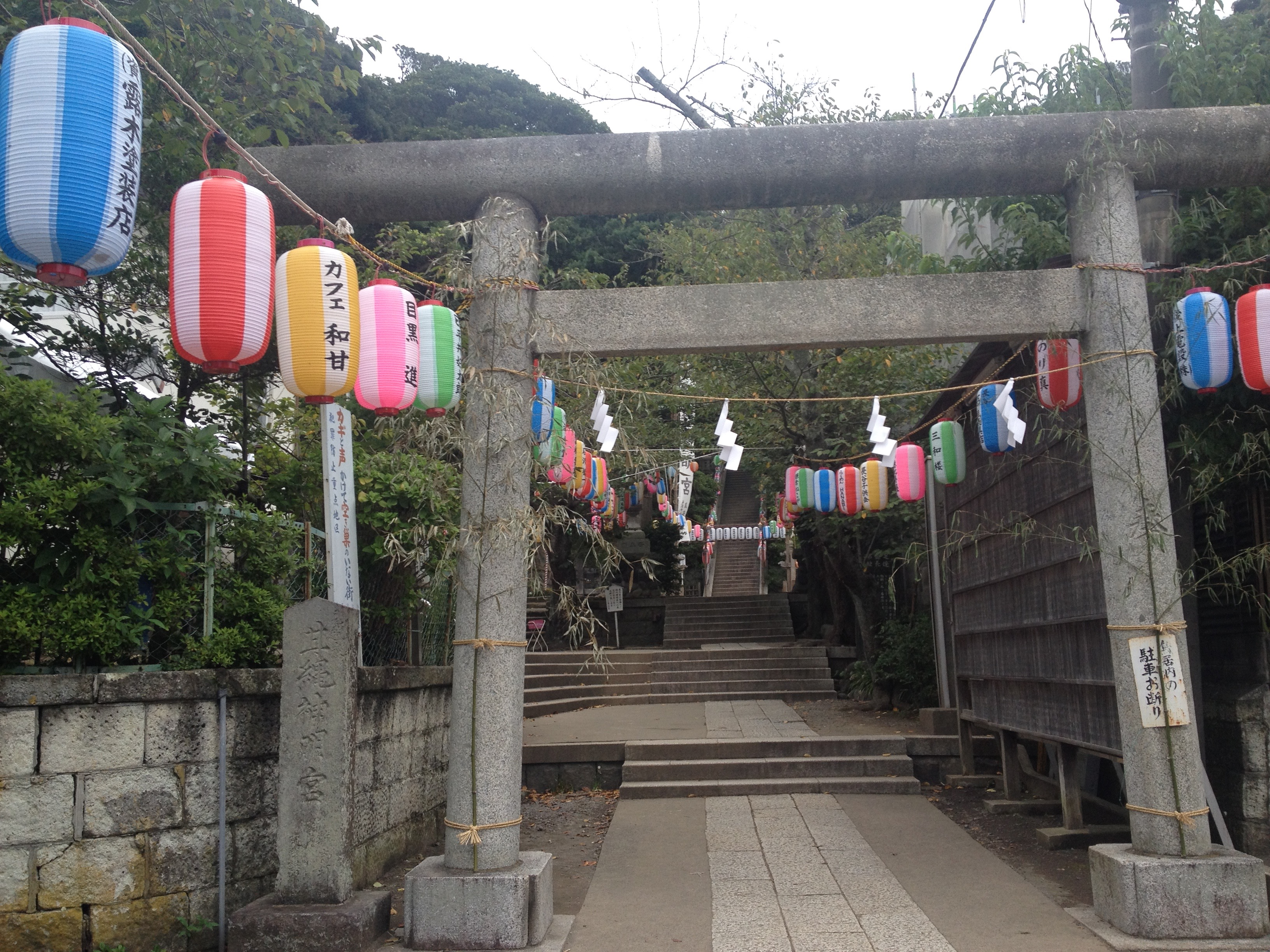
鳥居

甘縄神明神社（あまなわしんめいじんじゃ）は、神奈川県鎌倉市長谷に所在する神社。旧社格は村社。鎌倉市最古の神社とされている。
もと甘縄神明宮や甘縄神明社などと呼ばれていたが、1932年（昭和7年）に神社名となった。

## 祭神
主祭神
- 天照大御神

配祀神
- 倉稲魂命
- 伊邪那美命
- 武甕槌命
- 菅原道真

## 概要
当社の略誌によれば、和銅3年（710年）に行基が草創し、豪族染屋時忠によって創建されたといわれる。
源義家は源頼義が下向に際して当社に祈願し出生したと伝えられており、永保元年（1081年）に当社を再興している。
上記の理由もあり、源氏将軍家から篤く崇敬を受けたという。
また、社の南方には源頼朝の側近である安達盛長の屋敷があったと伝える「安達盛長邸址」の碑もあるが、近年では御成町の今小路西遺跡に建っていたとする説が有力である。
もと甘縄院という別当寺院も存在したが、神仏分離によって廃されたといい、1887年（明治20年）には長谷寺の鎮守である五社明神が合祀された。
なお、現存する本殿や拝殿は、1937年（昭和12年）に再建されたものである。

## 交通
- 江ノ電 長谷駅より徒歩約6分
- 駐車は不可